# Benzeenhexoltrisoxalaat
Benzeenhexoltrisoxalaat is een chemische verbinding, een koolstofoxide met de molecuulformule {\displaystyle {\ce {C12O12}}}. Het molecuul bestaat uit een benzeenkern, waarin de zes waterstofatomen vervangen zijn door drie oxalaat-groepen. De stof kan ook beschouwd worden als de zesvoudige ester van benzeenhexol met oxaalzuur.
De stof is in 1967 voor het eerst beschreven door H.S. Verter en R. Dominic.